# Slocan (rivière)
Pour les articles homonymes, voir Slocan.
La Slocan (Slocan River) est un cours d'eau de 156 kilomètres en Colombie-Britannique au Canada. Prenant sa source au lac Slocan, il se jette dans la Kootenay, un affluent du fleuve Columbia.